# Toronto Star
Торонто стар (енгл. Toronto Star) је канадски дневни лист на енглеском језику са седиштем у Торонту у Онтарију. Лист је познат по социјално-либералној уређивачкој политици.
Први број листа објављен је 1892. године.